# Werbiwka (Isjum)
Werbiwka (ukrainisch Вербівка; russisch Вербовка Werbowka) ist ein Dorf im Zentrum der ukrainischen Oblast Charkiw mit etwa 3500 Einwohnern (2014).
Das in den 1830er Jahren auf dem Gelände von Militärlagern entstandene Dorf ist die einzige Ortschaft der gleichnamigen, 49,872 km² großen Landratsgemeinde im Rajon Isjum.
Werbiwka liegt am Ufer der Balaklijka (ukrainisch Балаклійка), einem 10 km langen Zufluss zum Siwerskyj Donez und grenzt im Südosten an das Rajonzentrum Balaklija. Das Oblastzentrum Charkiw liegt etwa 100 km nordwestlich vom Dorf. Werbiwka besitzt eine Bahnstation an der Bahnstrecke Smijiw–Lyman.